# みんなの森 ぎふメディアコスモス
みんなの森 ぎふメディアコスモス（みんなのもり ぎふメディアコスモス）は、岐阜県岐阜市にある岐阜市立中央図書館を中核施設とする複合施設である。2015年（平成27年）7月18日開館。
メディアコスモスは図書館機能・地域交流機能を持つ複合施設・公益文化施設であり、岐阜大学医学部・附属病院跡地の市街地再開発事業として整備された。JR岐阜駅や名鉄岐阜駅から約2km北に位置し、岐阜城がそびえる金華山のふもとに位置する。敷地の南側には公的機関が集積している。

## 歴史

### 背景

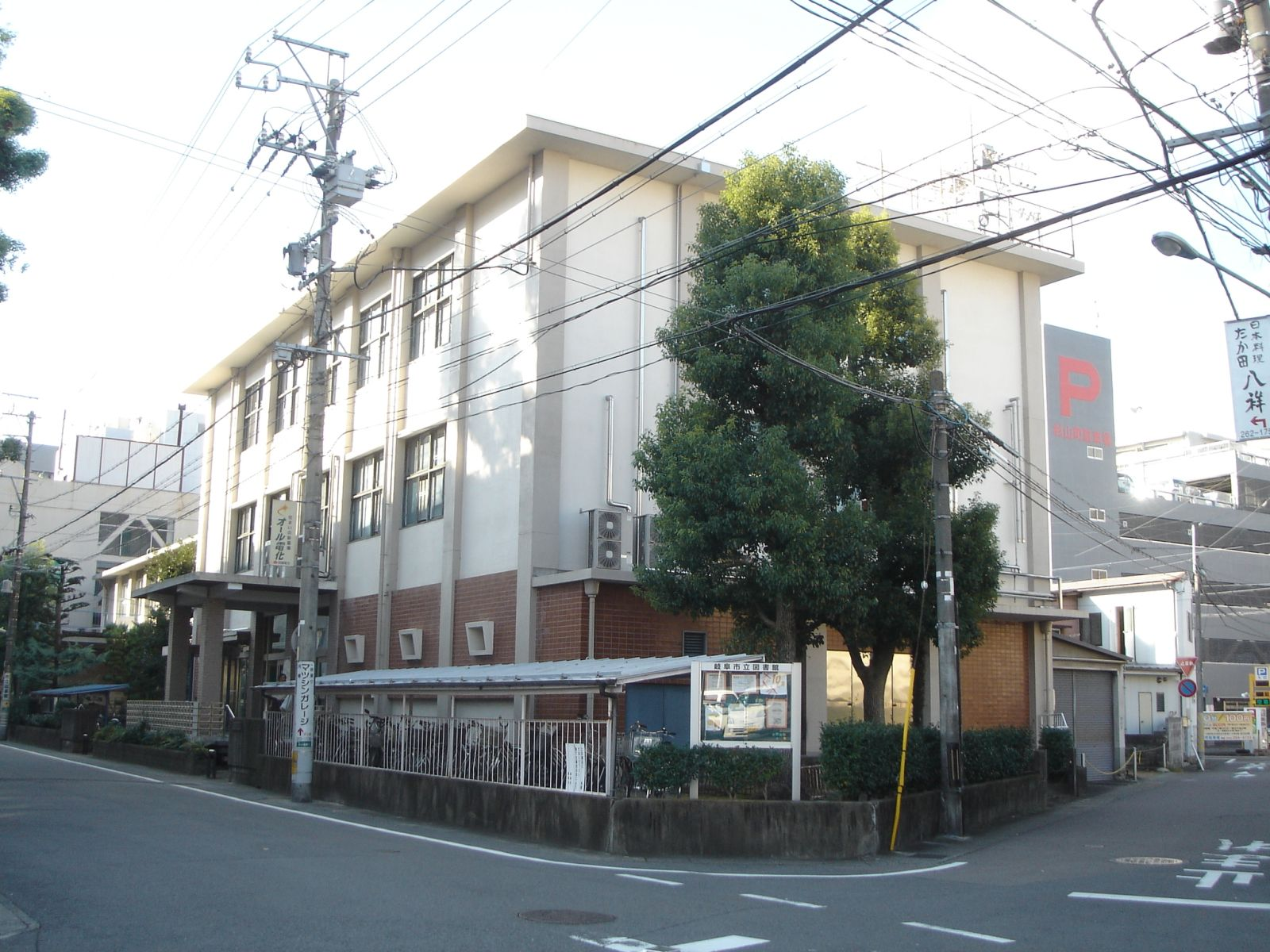
1958年開館で2015年に閉館した岐阜市立図書館本館

1958年（昭和33年）に開館した岐阜市立図書館本館は開館から50年以上が経過していた。エレベーターがないなどバリアフリーに対応しておらず、図書館の専用駐車場はなく、午前10時から午後6時という開館時間は勤め人にとって利用しにくかった。閲覧席は少なく、建物の老朽化が深刻だった。
1996年（平成8年）に加納分室が加納図書室となった以降の岐阜市には岐阜市立図書館本館といくつかの図書室があったが、2002年（平成14年）1月には加納図書室を移転して、JR岐阜駅東高架下のハートフルスクエアーGに岐阜市立図書館分館が開館した。2002年度の分館の蔵書数は、約16万冊の本館に対して約7万冊だったが、貸出冊数は約16万冊の本館に対して約50万冊、利用者数は約5万人の本館に対して約18万人と、新しくて立地のよい分館は新たな利用者層を掘り起こした。一方で2002年度の本館の貸出冊数は、蔵書数約5万冊の長森図書室をも下回った。
2004年（平成16年）の岐阜市立図書館本館の蔵書数は約20万冊であり、同じ岐阜市内にある岐阜県立図書館の約1/5だった。ひとつの分館といくつかの図書室があるものの、借りた館でしか図書の返却ができなかった。1995年（平成7年）以前から書庫不足の状態が続いており、1年間に8,000冊を購入しても7,000冊を廃棄せざるをえない状況だった。全国にある人口20万以上の133自治体の中で、本館の延床面積は122位、蔵書数は123位と、いずれも下位に低迷していた（2011年度）。

### 開館前

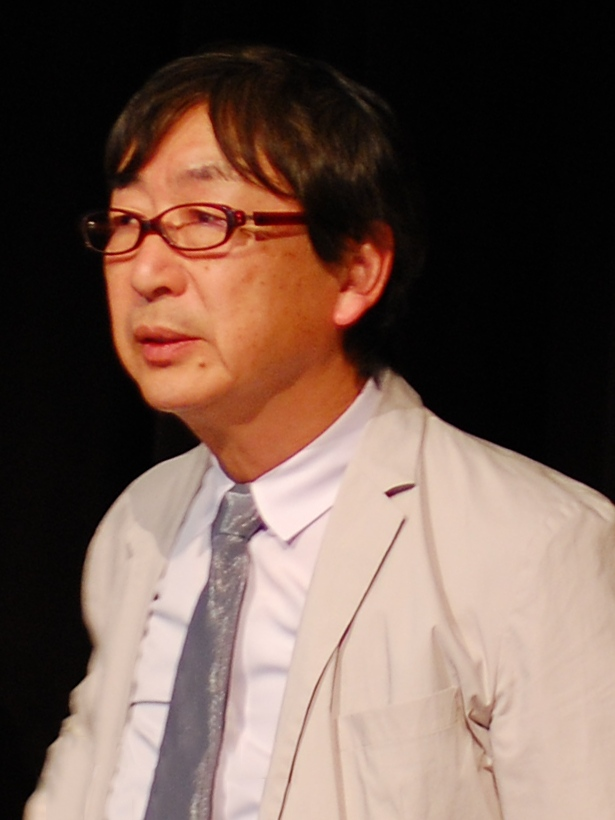
設計を担当した伊東豊雄

岐阜市は公共施設の再集約や中心市街地の活性化などを図る「つかさのまち夢プロジェクト」を計画した。プロジェクトの第1期には岐阜大学医学部跡地に新図書館を建設し、第2期には新図書館の南側（2016年時点では暫定的に駐車場）に岐阜市役所新庁舎を建設し、第3期には現行の岐阜市役所本庁舎跡に市民文化ホールを建設する。プロジェクトの財源には、国からの補助金、蓄えてきた基金、有利な起債を最大限に利用している。
2005年度に基本構想を策定し、2010年度に基本計画を策定して設計者を選出した。設計プロポーザルには全国から70人の応募があり、まずは選考委員会が3者に絞ると、2011年（平成23年）2月6日の公開プレゼンテーションで伊東豊雄建築設計事務所を設計者に選出した。伊東は仙台市民図書館を内包するせんだいメディアテークや多摩美術大学八王子図書館の設計者でもあり、後の2013年（平成25年）にはプリツカー賞を受賞している。2012年度時点では総工費を100億円と見込んでおり、国からの補助金などを活用することで、岐阜市の負担は約30億円となる予定だった。
しかし、最終的な総事業費は125億円に膨らんだ。

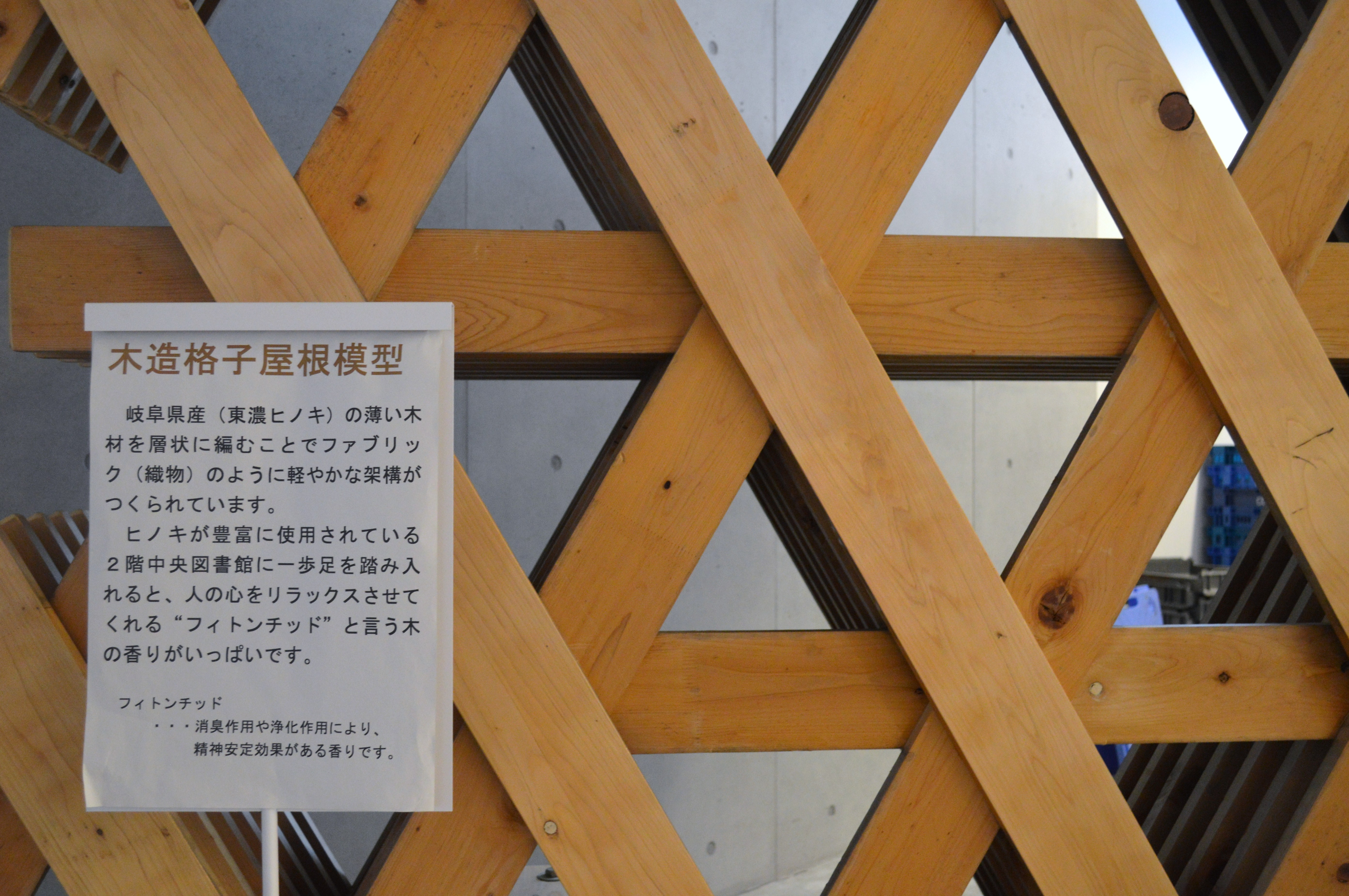
木造格子屋根の実物大模型

岐阜市は2013年度末の工事完成、2014年（平成26年）秋の開館を目指していたが、耐火構造などの点が問題視された。国土交通省からの認定取得が遅れて着工がずれ込み、開館予定時期が2015年（平成27年）春に延期された。また、うねりのある木造屋根など特殊な構造が影響し、2013年2月には本体工事の一般競争入札に参加申込をしていた共同事業体すべてが辞退。このために入札が成立せず、開館予定時期が再び遅れて2015年夏以降となった。
2013年6月の岐阜市議会では、メディアコスモス関連の議案が賛成多数によって可決されたが、日本共産党議員などからは、巨額の予算をかけることに疑問の声が上がっている。5月30日に行われた2度目の入札では、戸田建設・大日本土木・市川工務店・雛屋建設社共同事業体の落札が決定し、7月に施工を開始した。
2014年2月の岐阜市長選挙では、現職の細江茂光以外の2候補が「（メディアコスモス関連事業の）検証が必要」と訴えたが、細江は僅差で4期目5選を果たしている。メディアコスモスの整備に多額の費用を投じるため、岐阜市の2014年度一般会計予算案は過去最高の約1583億円となった。格子状の屋根の組み立ては2014年6月末から9月末まで約100日間を要しており、約8,500人工が参加している。建物は2015年2月12日に竣工し、その後内装工事が行われて書籍が運び込まれた。
2011年度には施設名称の全国公募を行った。1,386点の応募作品の中から「メディアコスモス」に決定し、その後岐阜市によって「みんなの森」が添えられている。オープン後の館内表示・案内サインへの活用のほか、施設及び施設が行うイベント等の広報ツールとして、2013年8月8日から9月27日にかけて「ロゴ」及び「シンボルマーク」を募集され、3名の外部選考委員により選考された作品に一部修正を加えたものに決定した。
館長も全国公募が行われ、2015年4月には吉成信夫が就任した。吉成はこの時まで岩手県のNPO法人「岩手子ども環境研究所」（森と風のがっこう）で理事長を務めており、2003年から7年間は岩手県立児童館 いわて子どもの森の館長を務めている。2015年3月29日には岐阜市立図書館本館が閉館し、移転準備期間に入った。

### 開館後

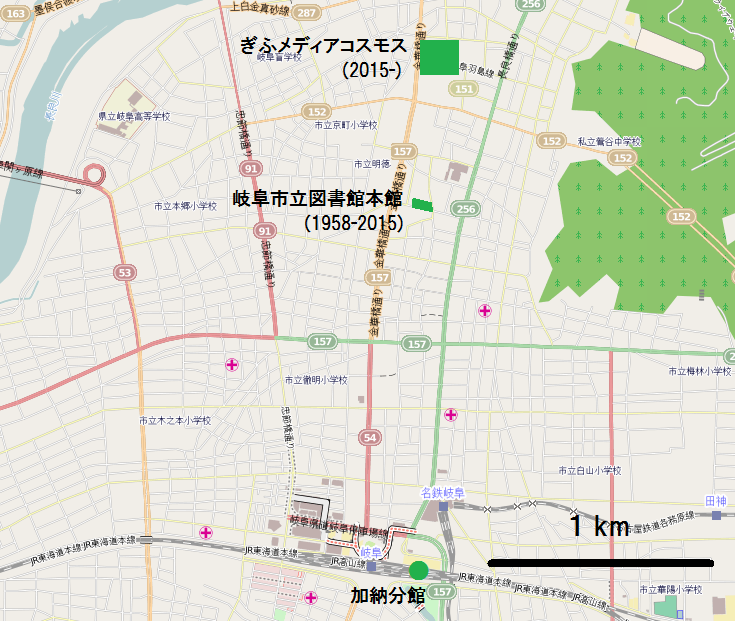
岐阜市中心部におけるメディアコスモスの位置

開館日の2015年7月18日は悪天候だったが、約300人が開館時間を待って行列を作り、この日には家族連れなど約7,700人の来館者でにぎわった。晴天となった7月20日には約300台の駐車場がほぼ満車となり、岐阜市外から訪れる人も多かった。7月18日から20日の3連休中には約25,000人が訪れており、開館から20日間で計10万人を超える来館者があった。
開館から1か月時点で、新図書館の1日あたり貸出冊数は4,400冊だった。旧館時代の2014年度は1日あたり580冊であり、新館の貸出冊数は旧館の7.5倍に上っている。ホールなどを含めた施設全体の入場者は約167,000人であり、1日平均は5,300人に達した。開館から1か月半で新規登録者数は1万人を越えた。40歳以下の貸出者率は59.6%であり、2014年度の29.7%から倍増している。開館3か月の貸出冊数は旧館の約7.4倍となり。40歳以下の割合が60.7%で旧館の2倍以上となった。この期間中の新規登録者数は約16,500人であり、うち4割は22歳以下である。開館からの3か月間には、教育委員会など60を超す団体が視察や見学で訪れた。10月16日までの約3か月間の図書館の入館者数は380,776人であり、1日平均では4,327人だった。

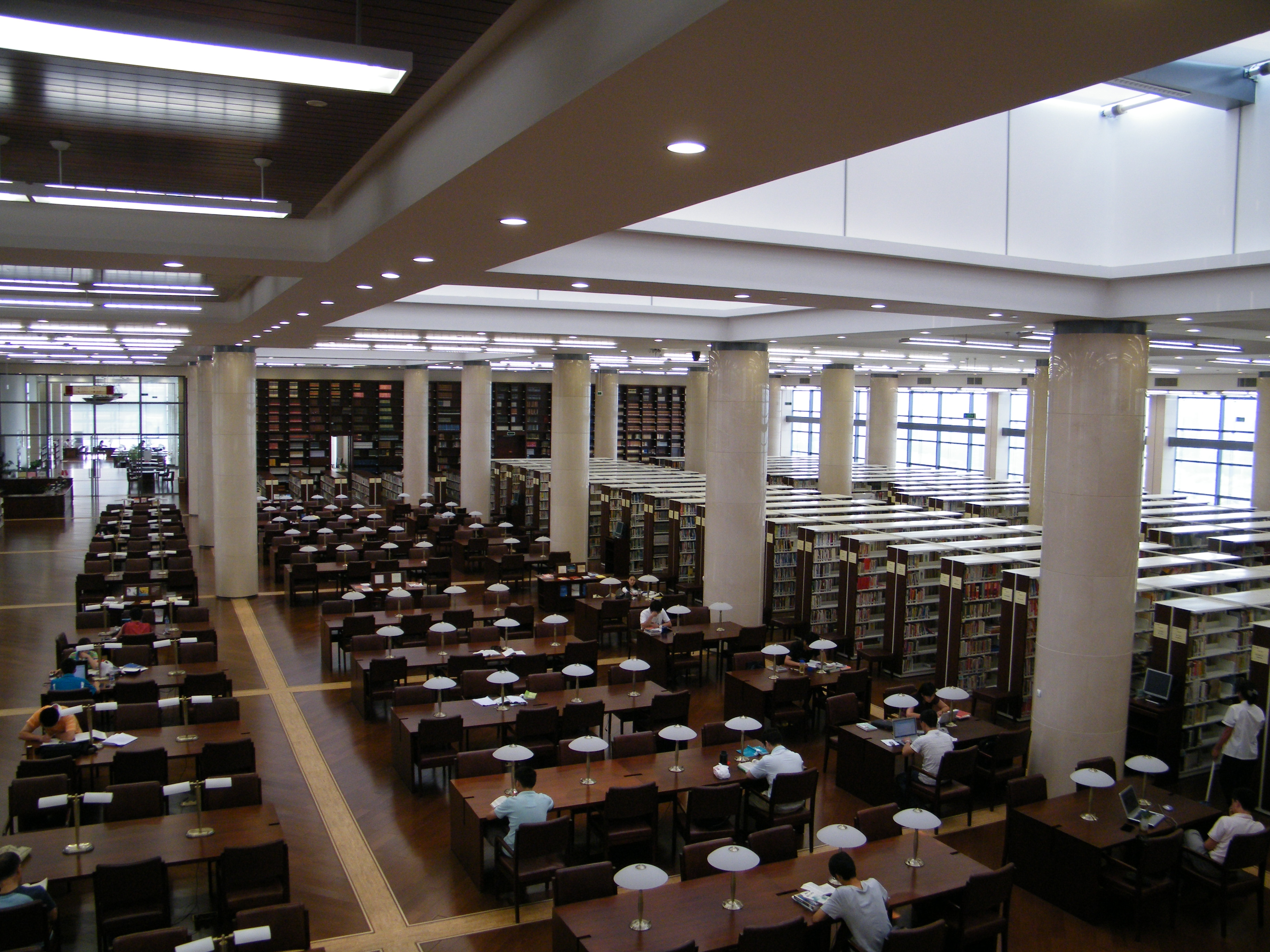
友好協力協定を結んだ中国の杭州図書館

岐阜市は1979年（昭和54年）から中国の杭州市と友好都市協定を結んでいる。2015年8月8日には岐阜市立中央図書館が杭州図書館と友好協力協定を結んだ。杭州図書館は約430万冊の蔵書を持つ中国有数の図書館であり、職員の相互交流、書籍の交換、交流活動などを行うという。2015年から岐阜市美術展はメディアコスモスで開催されている。
岐阜市は2014年12月からカフェレストランの出店者を募集していたが、出店を検討していた3社は空間の狭さなどを理由にいずれも辞退したため、2015年7月に施設が開館してもカフェレストラン用の空間は空いたままとなっていた。岐阜市は2015年3月に出店者を再公募し、9月29日にコーヒーチェーン店のスターバックスと基本協定を締結した。契約期間は3年間で2019年3月末までの3年間であり、スターバックスとしては岐阜県8店目、岐阜市4店目の出店である。公立図書館内としては3店目の出店であり、カルチュア・コンビニエンス・クラブ(CCC)が運営している武雄市図書館・歴史資料館と海老名市立中央図書館に出店しているが、公立図書館内に出店する初の直営店となった。2016年2月24日に開店したスターバックスは建物との一体感を重視し、テーブルや天井に飛騨杉を使用している。
2015年末には岐阜市民が選んだ「2015年の岐阜市政十大ニュース」第1位に「みんなの森 ぎふメディアコスモスの開館」が選ばれた。2016年1月には原研哉が担当したピクトグラムなどのサインが、日本グラフィックデザイナー協会(JAGDA)によるJAGDA賞 環境・空間部門に選ばれた。2016年5月9日には年間目標に設定していた入場者数100万人を達成した。2016年には照明学会による照明デザイン賞 最優秀賞を受賞した。優秀賞にはザ・リッツ・カールトン京都やロームシアター京都などが選ばれているが、最優秀賞のメディアコスモスは他を引き離す高得点だったという。
2016年7月9日から8月21日には開館一周年記念事業が開催された。開館からの1年間の来館者数は120万人を突破している。2016年秋には、長良橋通りの若宮町交差点＝金宝町交差点間の約800mをトランジットモールとする社会実験を行った。歩行者天国でフリーマーケットなどを開催し、メディアコスモスと柳ヶ瀬商店街の回遊性が高まるかどうか調査した。

## 建築

### 建物

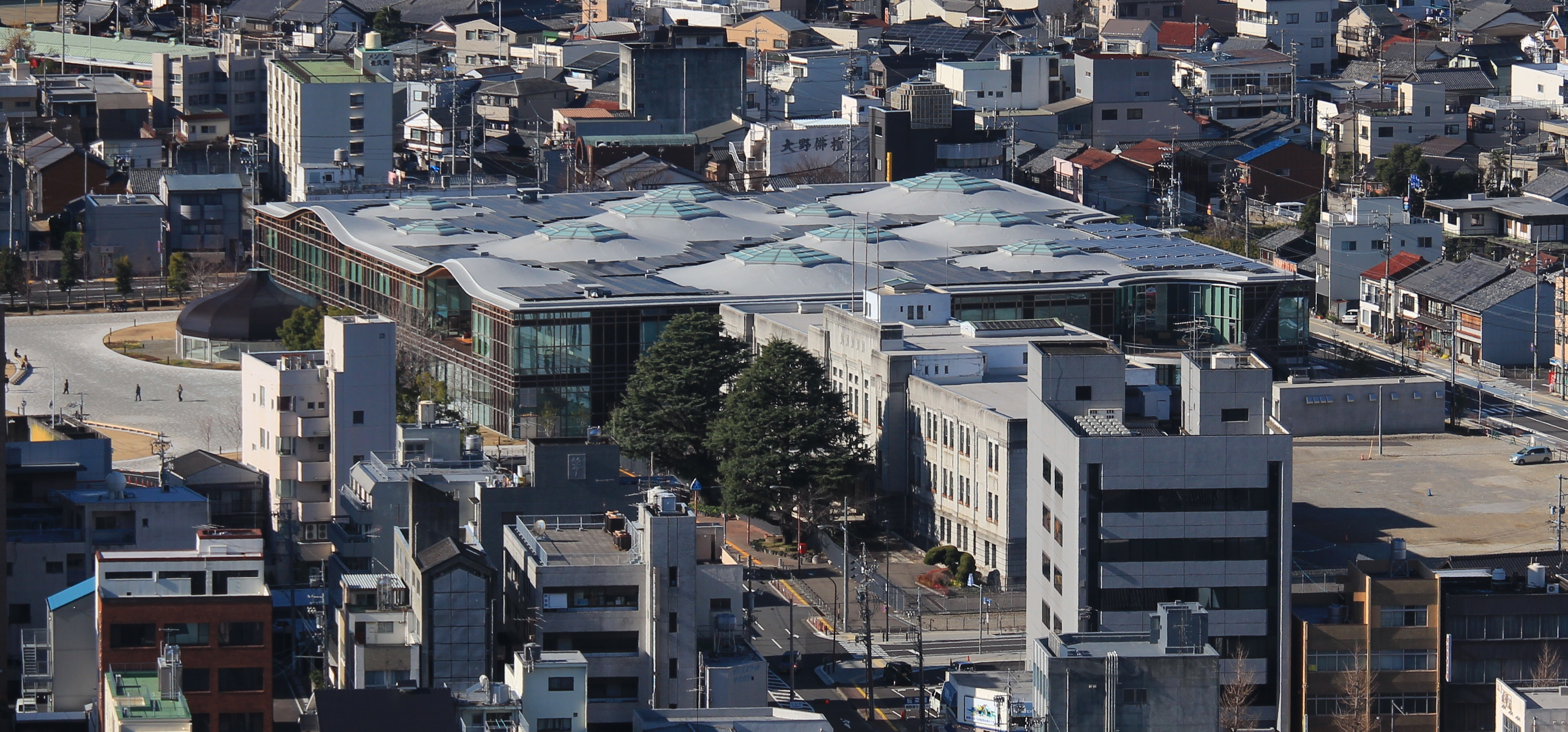
東側の金華山から望む外観

構造は鉄筋コンクリート構造・鉄骨構造・木造の混構造であり、2階の床面までは鉄筋コンクリート造、2階の鉄骨マリオン柱と外周のT型柱で木造屋根を支持している。壁面は鉄筋コンクリート耐震壁と鋼板耐震壁を併用している。建築面積は7,363.84m2、延床面積は15,295.04m2。建物は東西90m・南北80m、地下1階・地上2階建であり、高さは16.09mである。ワンフロアが80m×90mという広さにもかかわらず、2階は壁のないワンルームとなっている。近くに長良川があって地下水が豊富なため、伏流水を使用した輻射冷暖房を採用している。メディアコスモスは地下水・太陽光・太陽熱をエネルギー源として利用しており、1990年の同規模建物に比べて消費エネルギーを半分に抑えている。

### 建物の欠陥
2015年3月には屋根の施工不良が原因の雨漏りがあり、2015年4月から2016年5月には屋根内部の結露による計19回の漏水があった。さらに、屋根を支える内部の鋼材が広範囲に錆びていることが確認され、施工業者は「構造的に問題なし」とするものの、岐阜市は「構造的に問題ないとの結論は尚早」、「建物引き渡しから２年余りで、とても通常の状態とは言えない」として業者に改善を求めている。また、同時に、2階中央図書館西側機械室でバケツ2杯分ほどの水が床に溜まっていたことも明らかになった。

### 屋根・天井

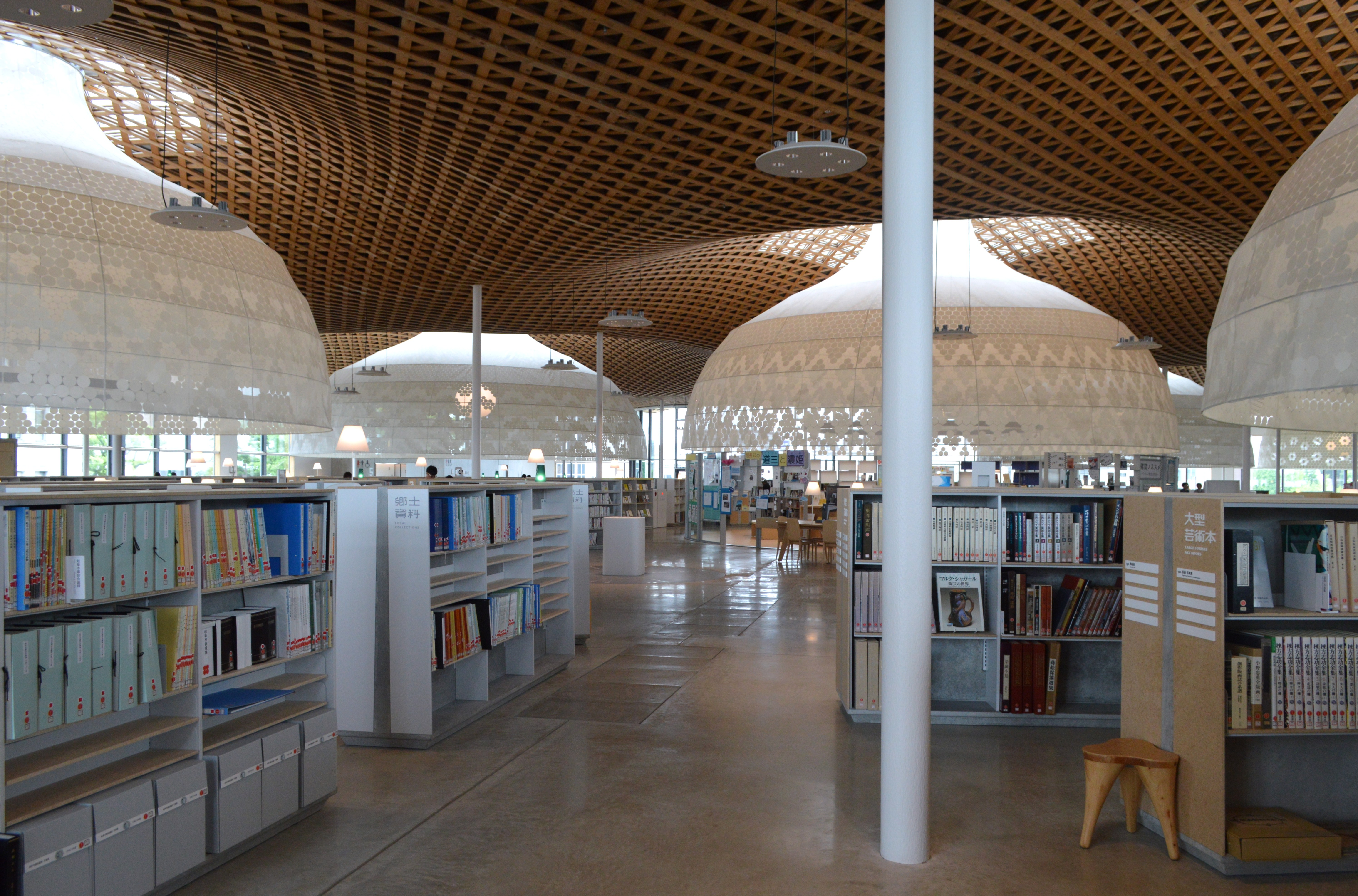
波打つ天井と鉄骨柱に支えられた空間

金華山から続く山並みを想起させる、波打つような木造屋根が特徴である。屋根の大きさは南北約80m・東西約90mであり、幅12cm、長さ12m、厚さ2cmの細長いヒノキ板を正三角形に見えるように組んで造っている。屋根にはマウンドと呼ばれる13か所の突起部があり、マウンドの高さは最大4mである。
マウンドの影響で屋根は緩やかにうねっているが、これほど大きな規模のうねりのある屋根を木材で造るのは世界初である。うねりの関係で板と板の交点は直線状に並ばず微妙に曲がるため、現場で実物大模型を作成して課題を解決し、23,000か所の座標をはじき出して施工を進めた。全国から160人の造作大工が参加しており、建設途中には建築関係者の視察が相次いだ。ヒノキ板は岐阜県産の東濃ひのきである。1階の天井はヒノキ集成材のルーバー天井としており、ダクトや配管を見せる構造としている。

### 内装

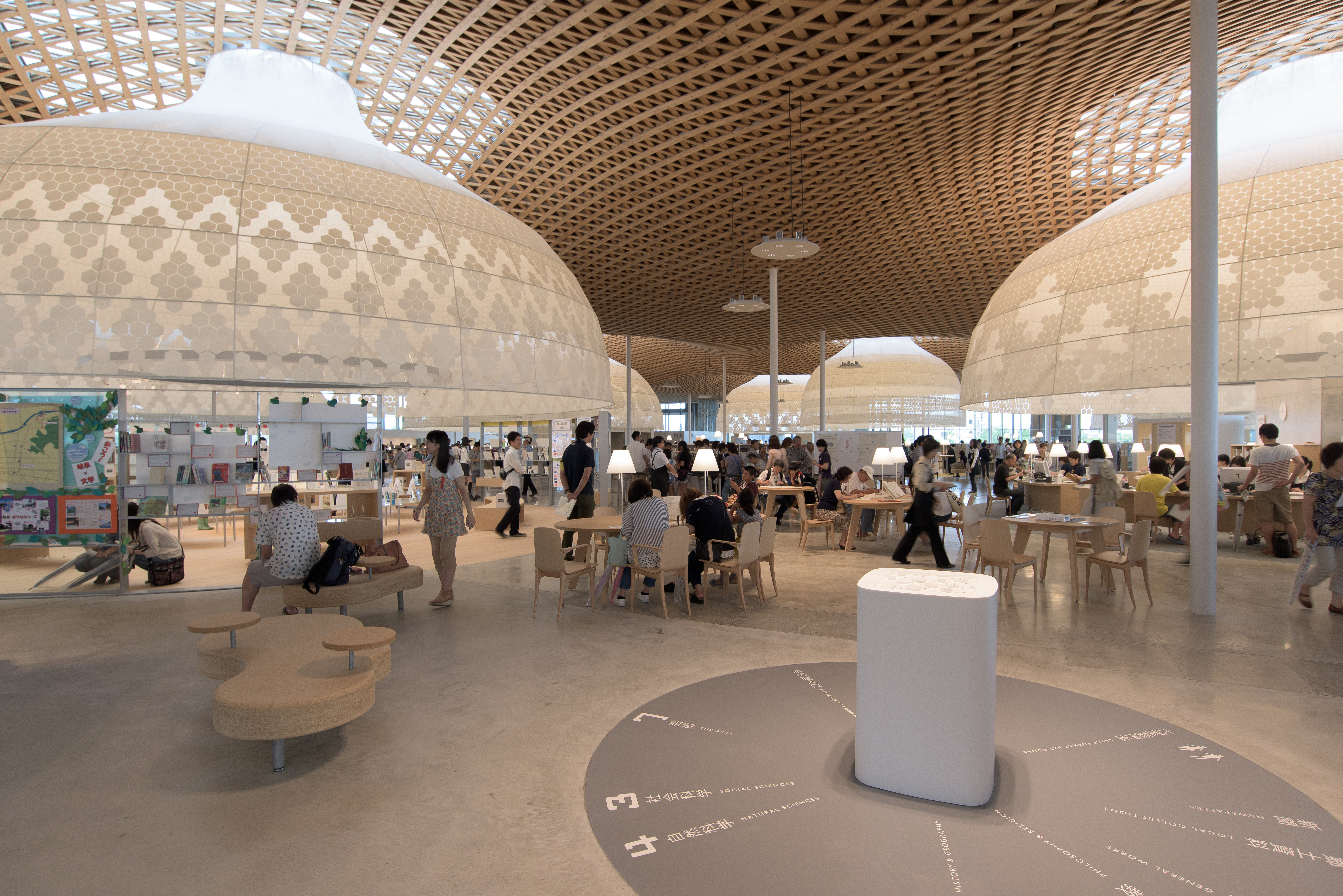
耐火性に配慮された内装

2階のヒノキ板による天井からは、直径8mから直径14mまで4種類の大きさの布製天蓋がつり下がっている。グローブ（傘）と呼ばれるこの半透明の天蓋は、中央部に設けられた可動式の換気口で自然換気を行っている。グローブにはすべて異なる透かし模様が施されており、表面パターンは日本デザインセンターと安東陽子デザインが共同で検討している。天蓋をベルマウス形状にすることで換気量を倍増させており、秋季の気候条件の良い日はほぼ自然換気のみの空調となる。この天蓋は採光の役目も有しており、半透明の天蓋が光を透過・反射・拡散させることで、自然光を取り入れた明るい空間を演出している。
メディアコスモスは準防火地域にあり、また延床面積は1,500m2を超えるため、建築基準法において耐火建築物とすることが求められた。グローブは難燃性のポリエステル素材でできており、グローブ本体に着炎したとしても自己消火能力を持つ。書架はグローブを中心に弧を描いて配置されており、その背板と床板は延焼防止効果を持つプレキャストコンクリート造である。すべての書架はグループ化されており、たとえ書籍が燃えても他のグループの書架には燃え移らない仕組みとなっている。1階には防炎加工したカーテンが引かれており、2階のブラインドには不燃加工した和紙が用いられている。藤江和子アトリエが家具デザインを担当した。

### 屋外空間

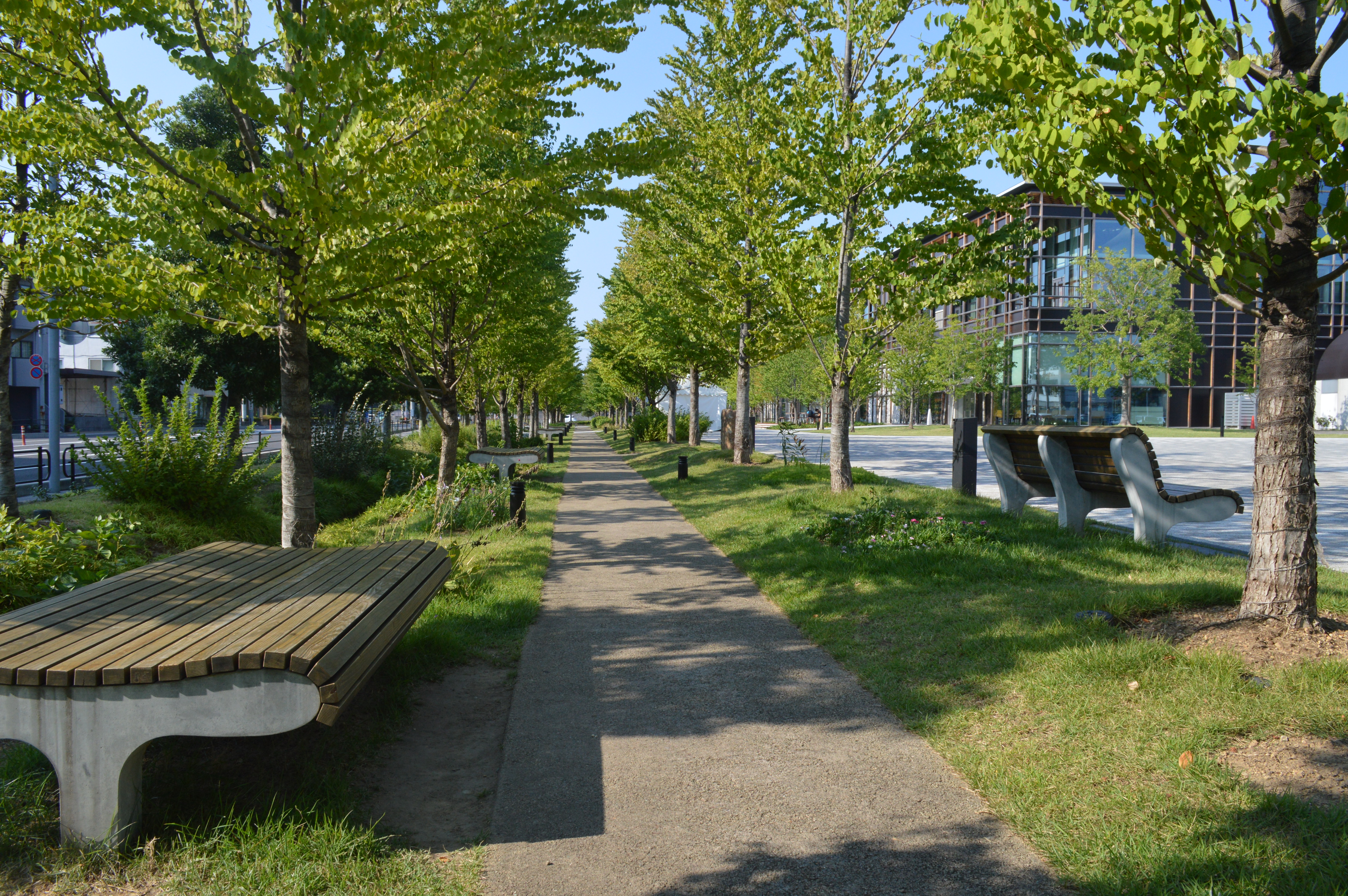
「せせらぎの並木 テニテオ」にある小川と小径

石川幹子がランドスケープデザインを担当した。敷地内には金華橋通りに沿って、幅30m・長さ240mの遊歩道「せせらぎの並木 テニテオ」が設けられている。施設の前庭となる部分には「みんなの広場 カオカオ」が設けられている。これらの遊歩道と広場を合わせると約1.3ヘクタールとなり、開放感あふれる空間を創出している。6列の並木が遊歩道を構成しており、内側の4列にはカツラが、金華橋通り側の1列にはシラカシやヤマモモなどの常緑樹が、施設側にはシデコブシやヒトツバタゴなどの落葉樹が用いられている。金華橋通りから1列目と2列目の間には小川が設けられ、2列目と3列目の間には小径が設けられている。
遊歩道中央部には幅員8mの歩道が設けられており、朝市などのイベント開催を想定した幅員となっている。遊歩道の一部は施設開業前の2013年12月に先行オープンしており、2014年12月にはイルミネーションが行われた。幅45mの広場の面積は2,470m2であり、2か所にドライミスト発生装置が設置されている。敷地の北側は住宅地に近いため、四季によって変化が生じる樹木が植えられている。

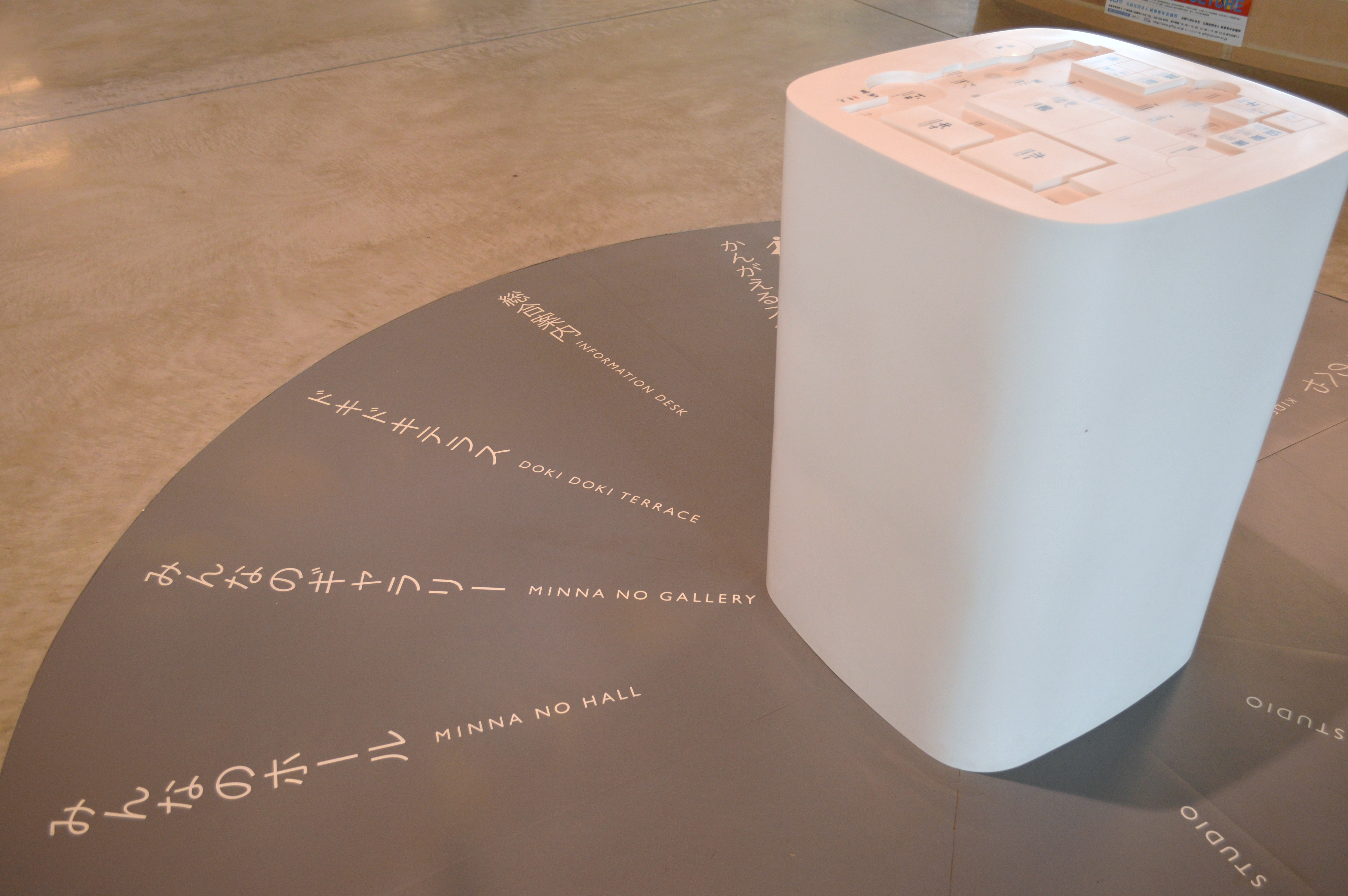
館内に設置されているフロアマップ
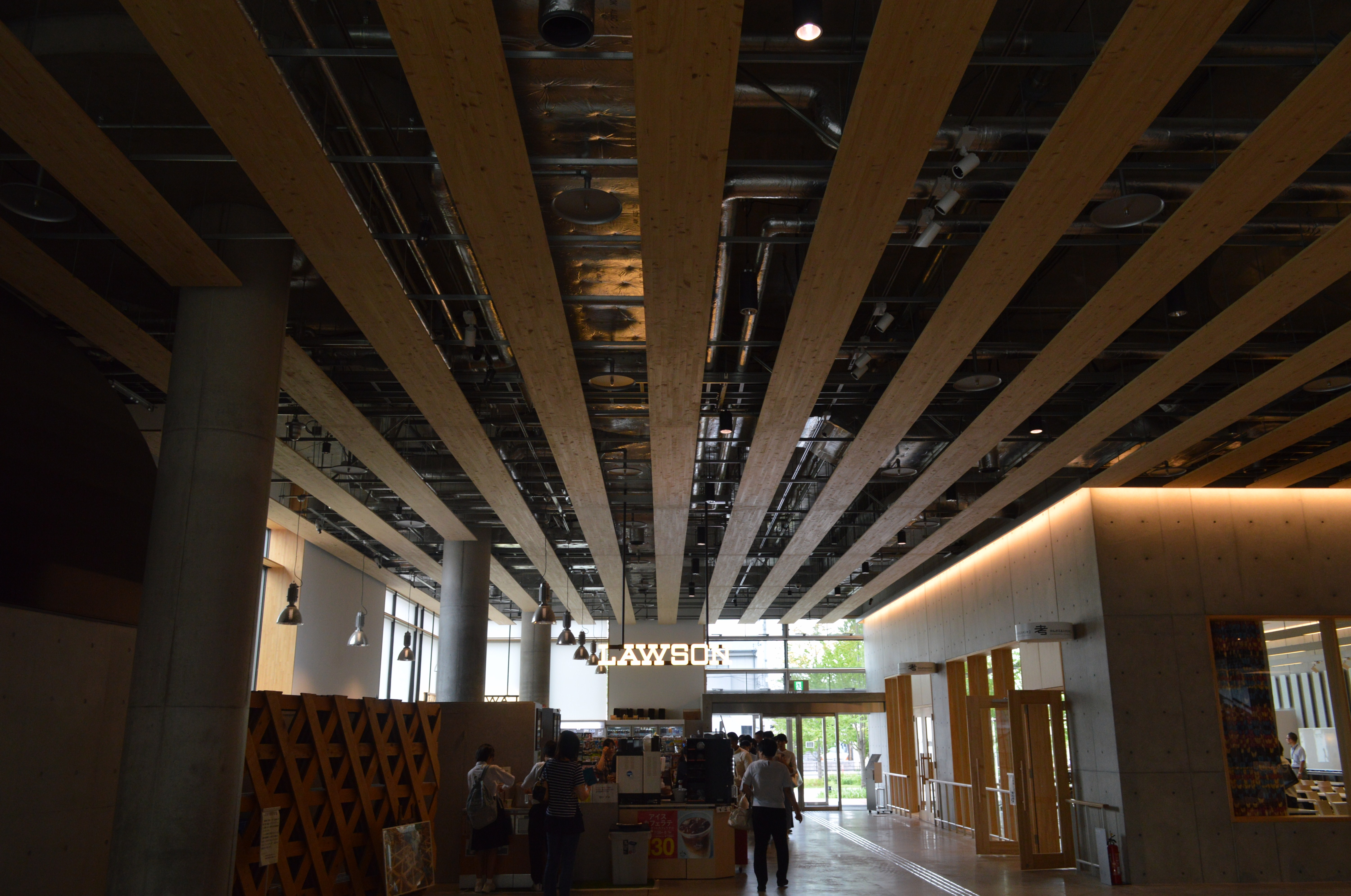
1階のルーバー天井
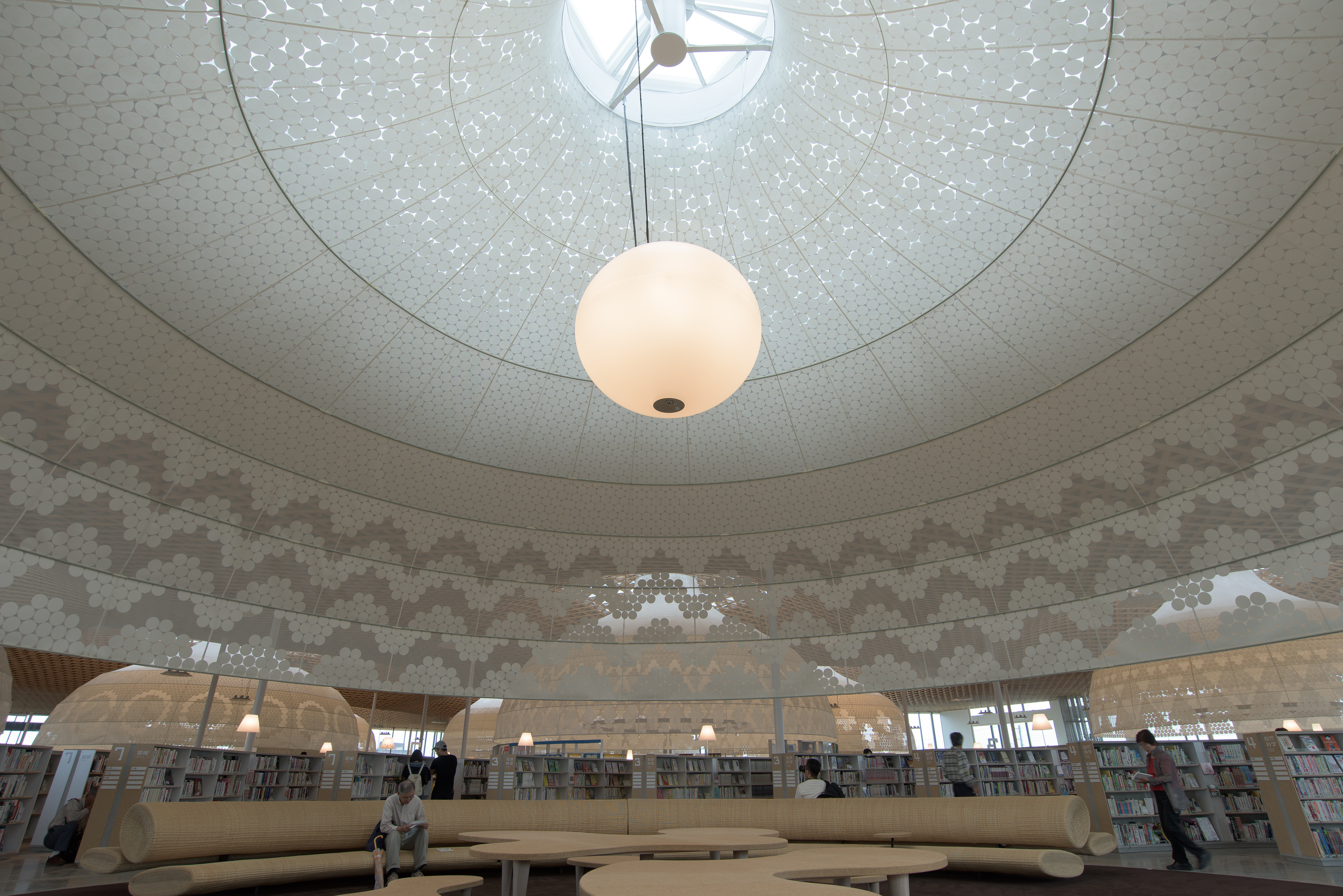
グローブ内部と最上部の開口部分
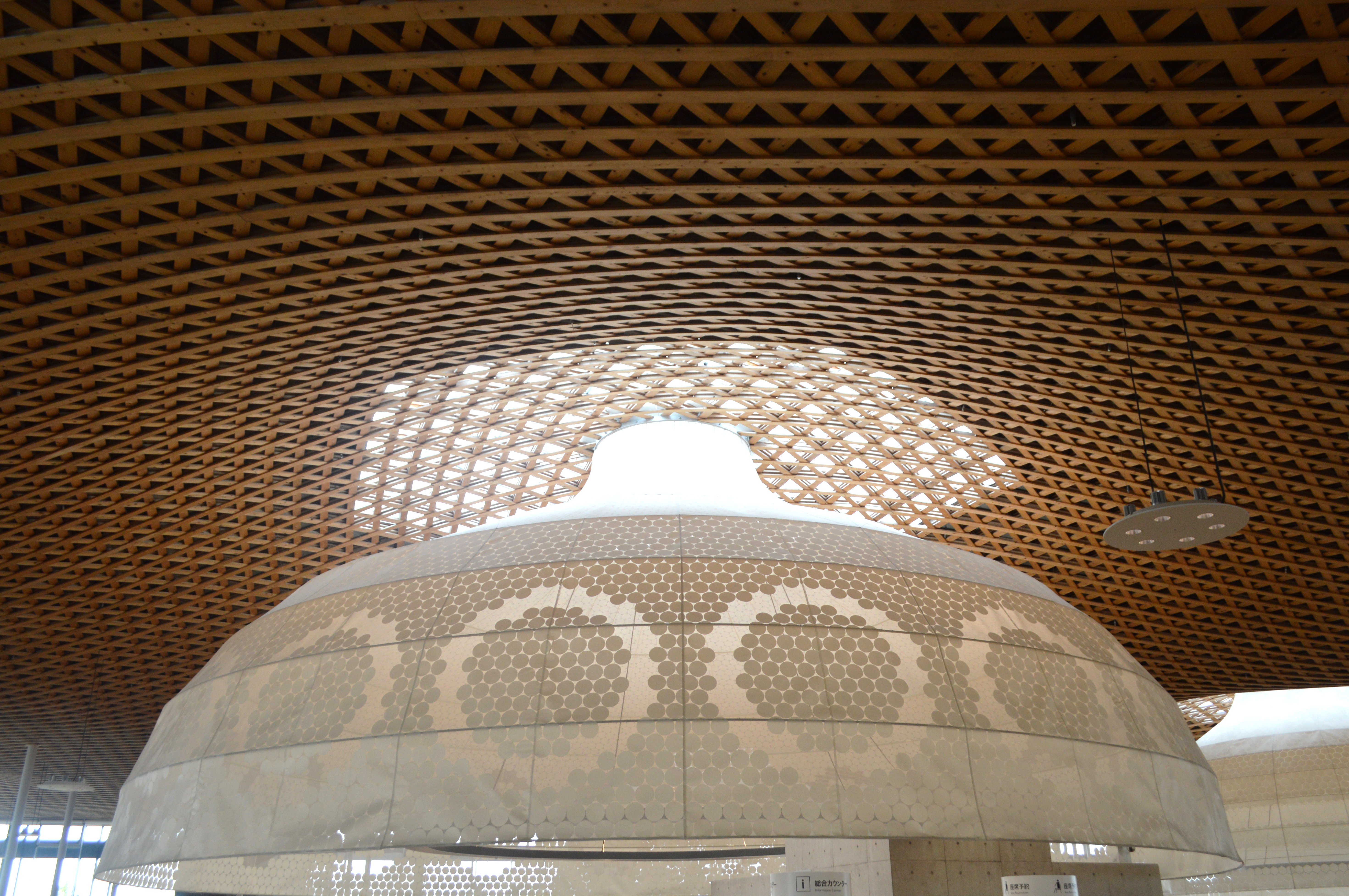
グローブと木製天井

## 特色

### 施設全体の特色
| 2階  | 岐阜市立中央図書館                                                                         |
| 1階  | 市民活動交流センター・多文化交流プラザ、展示ギャラリー、開放書庫、ローソン、スターバックス |
| 屋外 | 遊歩道、みんなの広場                                                                       |

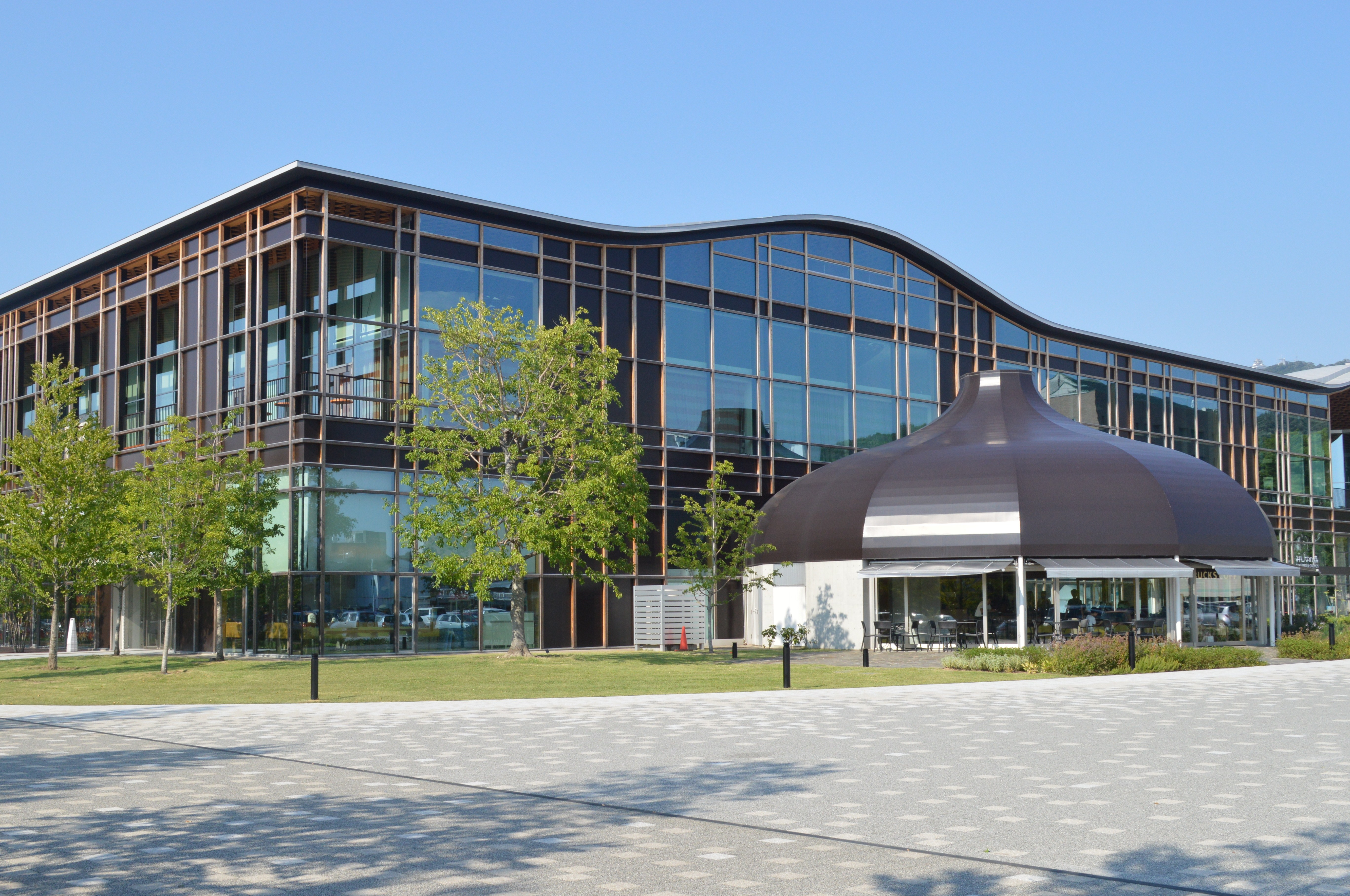
スターバックスが入っているカフェレストラン（右側のせり出し部分）

メディアコスモスは岐阜市立中央図書館を中核施設とし、その他に市民活動交流センターや多目的ホールなどを備える。施設全体の総事業費は125億円であり、開館初年度の目標入場者数は年間100万人だった。岐阜県出身の物理学者・益川敏英が名誉館長に就任している。施設全体の職員数は岐阜市立図書館本館時代の20人から71人に増えており、人件費だけで年間2億9000万円と、旧館より2億円増加した。維持管理費約3億円、イベント事業費約1億円などをふくめて、メディアコスモスの運営には年間最低7億円を必要とする。
開館1か月半時点では68%が自家用車で来場しており、バス利用者は5%にすぎなかったため、渋滞の解消や公共交通機関の利用促進などが課題とされている。1階にはコンビニエンスストアのローソンとコーヒーチェーン店のスターバックスが進出している。2014年6月には岐阜県においても経済産業省が主導するよろず支援拠点（地域経済課題支援機関）が開始されたが、2015年7月には拠点をメディアコスモス内に移した。相談時に司書が同席するなど、図書館ならではの対応を行っており、主婦や若者が起業相談に訪れるなど利用者層には変化がみられるという。

### 市民活動スペースの特色

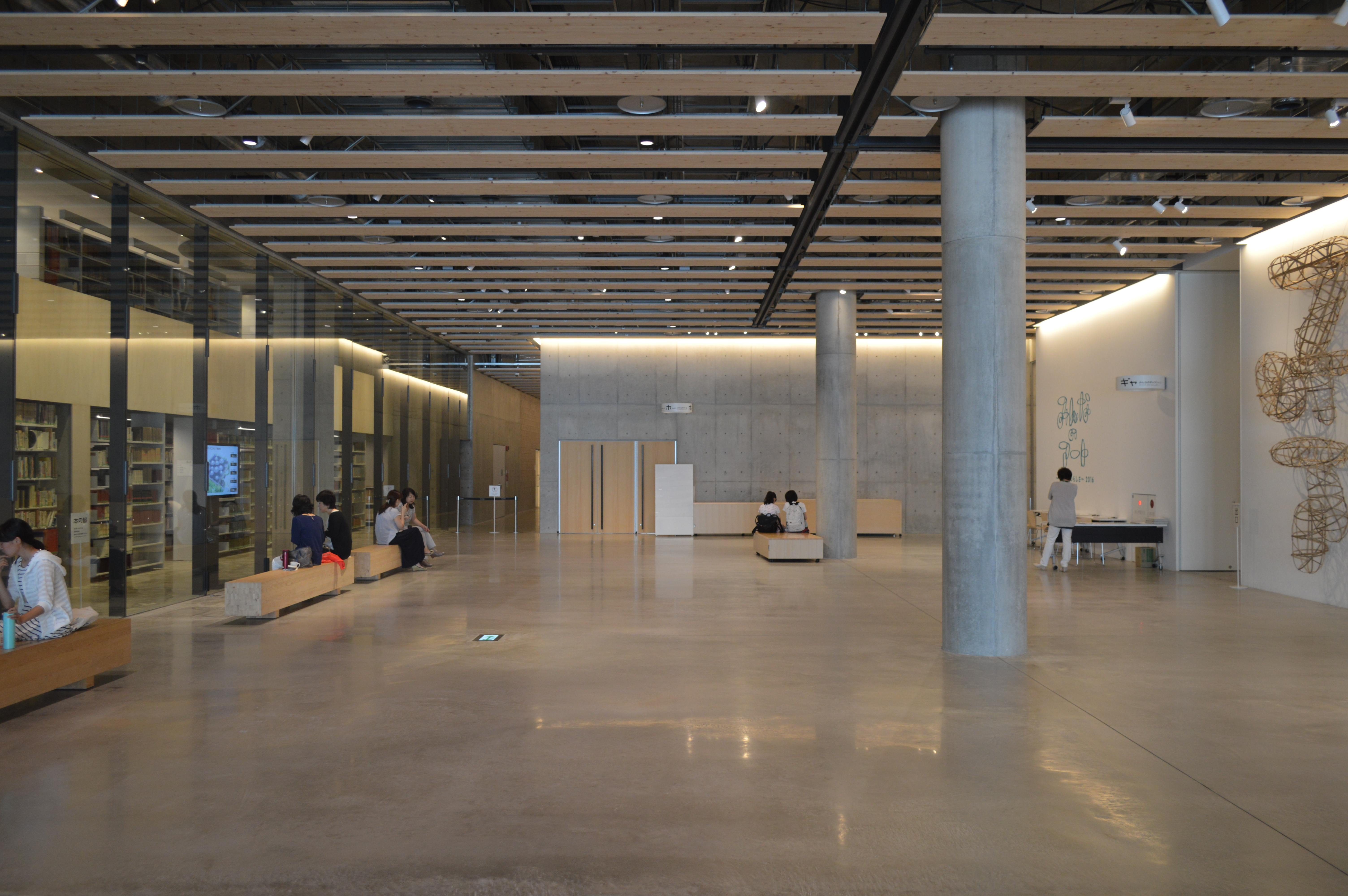
多彩な利用方法ができる1階のギャラリーやホール部分

1階はホールやギャラリーなどを備えた市民の活動や交流の場であり、施設外は遊歩道が整備された広場となっている。1階の中央部は書庫となっており、その周囲に職員の業務スペースが設けられている。展示ギャラリー、多目的ホール、市民活動交流センターなど、市民活動のためのスペースは通路を挟んだ外周にある。
1階の「ドキドキテラス」は床面が周囲よりも一段低くなっており、岐阜市出身の日比野克彦や伊東豊雄建築設計事務所などによる市民向けワークショップで用途が検討された。1階にある「みんなのホール」は最大230席であり、音楽コンサート・芝居・落語・講演会などを開催している。1階のギャラリーでは絵画や美術品の展示会が開かれている。市民活動を支援する交流センター、国際交流や多文化共生を進める交流プラザなどもあり、有料貸出のスタジオ4室はセミナー・シンポジウム・ダンス器楽演奏・会合などに使用されている。

### 図書館の特色

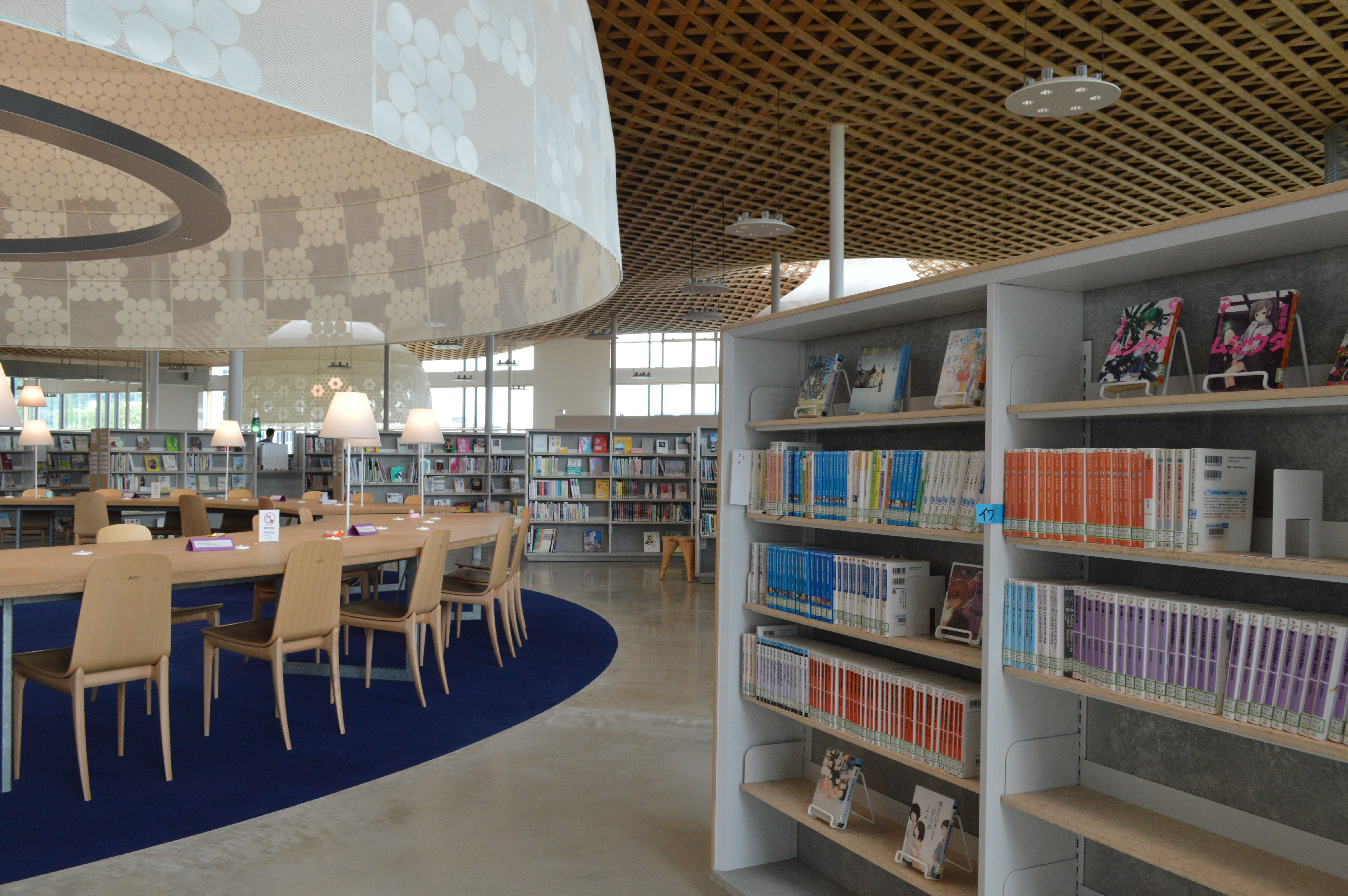
グローブを中心に弧を描くように配置された書架

岐阜市立中央図書館の延床面積は旧館の2,000 m2から9,400 m2と4.7倍になり、蔵書可能冊数は旧館の20万冊から90万冊と4.5倍になっている。座席数は旧館の130席から910席と7.0倍になった。専門書が多い岐阜県立図書館に対して、岐阜市立中央図書館は一般向け本を増やすことで差別化を図っている。開館時間を旧館時代から前後に延長している上に、分館や図書室とのネットワーク化を行い、いずれの館でも返却可能となっている。メディアコスモスの定期休館日は毎月最終火曜日のみであり、毎週月曜日の岐阜県立図書館とずらされている。
メディアコスモス2階は30万冊を収容できる開架閲覧エリアであり、1階中央の図書館部分には60万冊を収容できるガラス張りの開放書庫がある。ワンフロアからなる2階は11のエリアに分かれ、子どもたちが調べものをしながら学習できる「チャイルドグローブ」、親子で絵本の読み聞かせなどができる「親子グローブ」、貴重な郷土資料などが閲覧できる「リサーチグローブ」などがある。畳が敷かれたコーナーなどもあり、くつろぎながら読書ができるなど、従来の図書館のイメージを覆している。

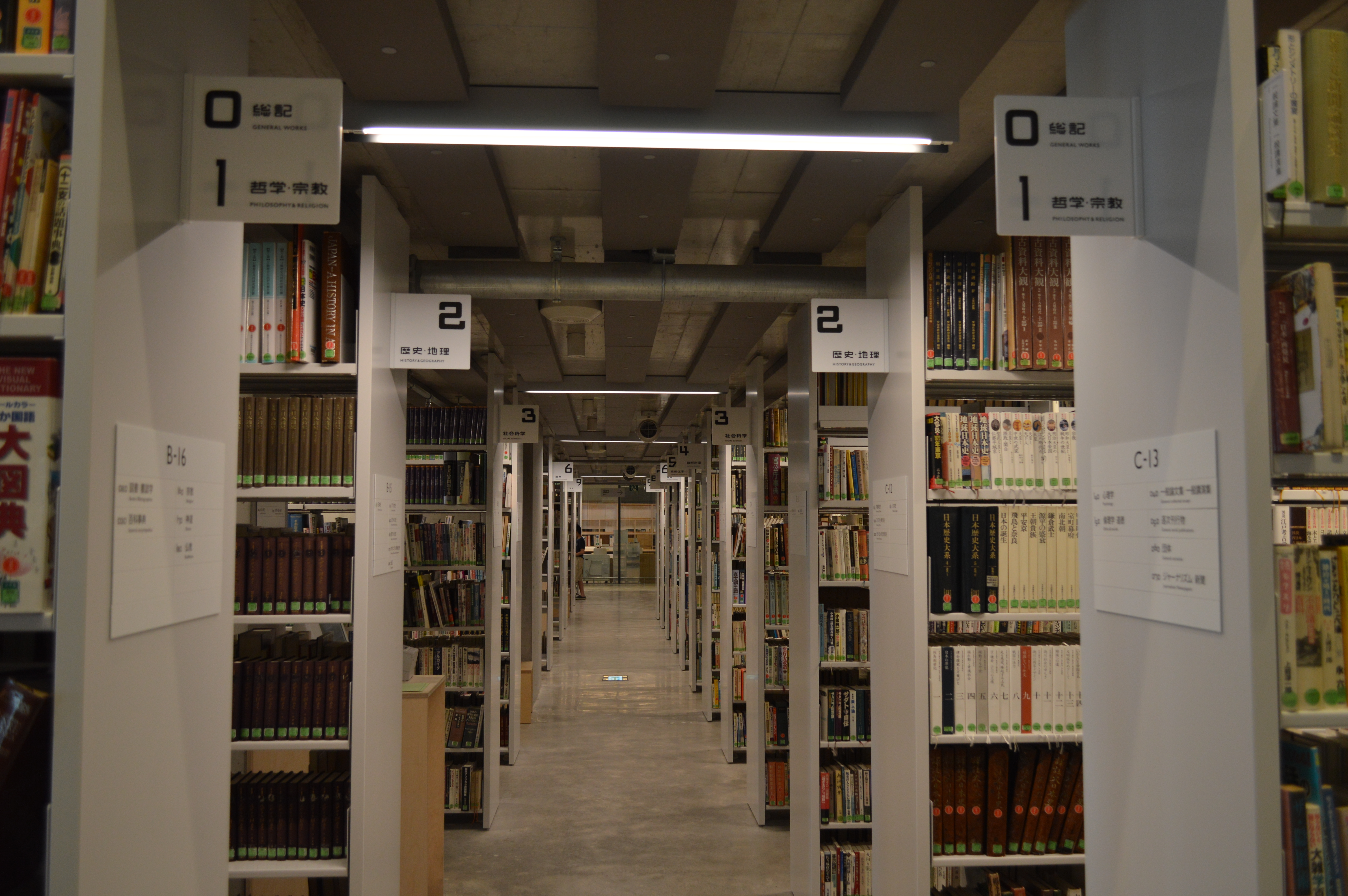
1階の開放書架

岐阜市立中央図書館の開館時点の蔵書数は約30万冊であり、最終的には90万冊を想定している。書架はグローブを中心として渦巻き状に配置されており、広さや開放感を出すために高さが低くされている。児童エリアの書架の高さはわずか120cmである。910席の座席があり、読書や学習に適した中学・高校生の専用スペース、新聞コーナー、貸出前の本を携えて金華山を眺望できる金華山テラス、視覚障害者を対象に資料の朗読サービスをする「対面読書のへや」、PCの持ち込みができ調べものや研究に使う「研究のへや」、2-6人のグループ学習用の「みんなで学ぶへや」、こどもたちが読み聞かせに集中できる独立型の「おはなしのへや」、視聴覚資料を鑑賞できる「みる・きくシート」などがある。
岐阜市立中央図書館は「滞在型図書館」をキーワードとし、乳幼児、小学生の子どもがいる20代・30代の親、中高生、青年の利用者層の開拓に努めている。児童書エリアと他のエリアを隔てる壁やガラスなどは存在しない。おしゃべりや幼児の泣き声などもある程度容認しており、それらに対するクレームは想定より少ないという。来場者のうち6割は女性である。

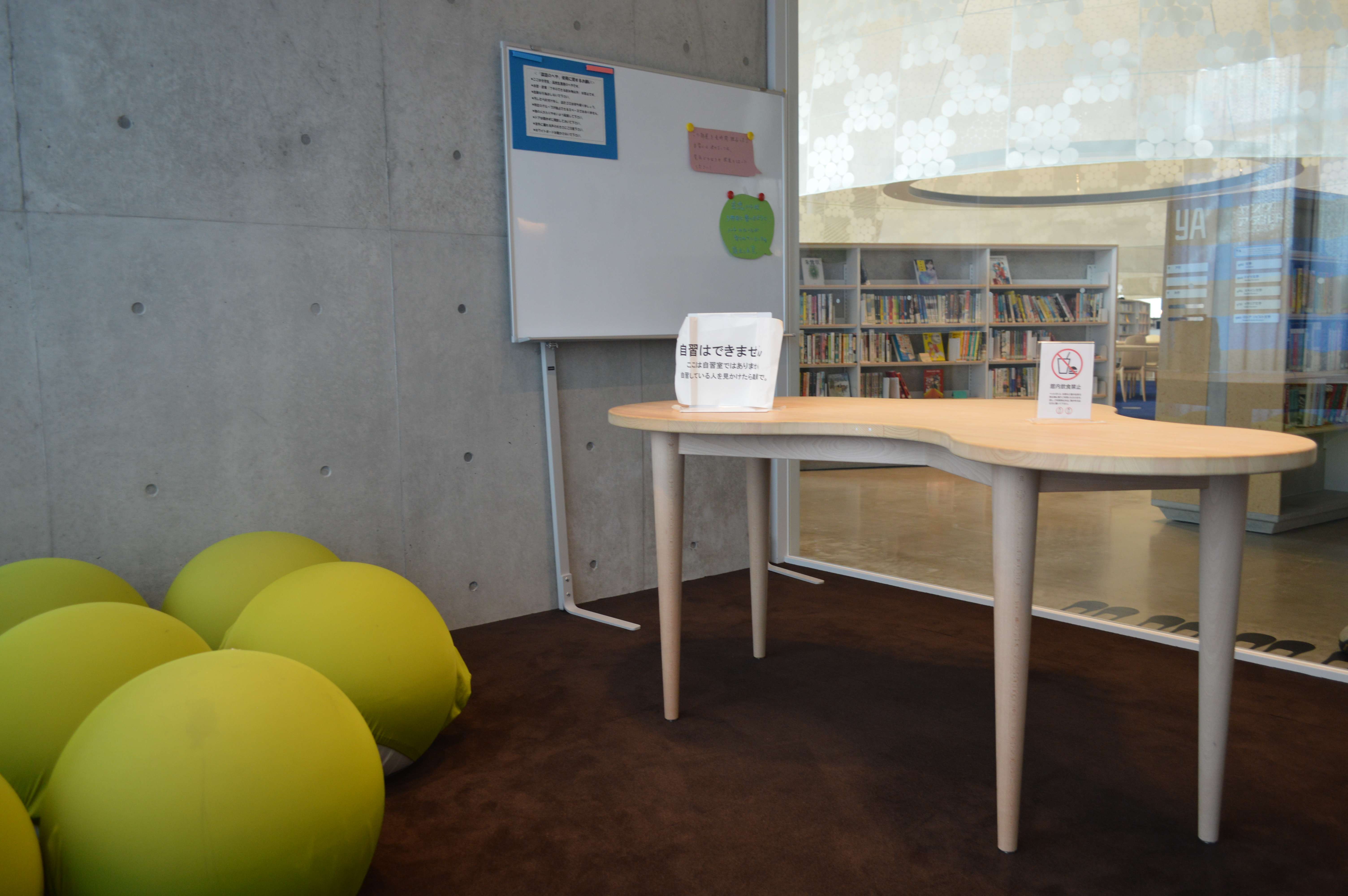
ヤングアダルト専用の「談話のへや」

書架ごとに司書手作りの紹介POPが掲示されており、司書の発案で「子ども司書講座」や柳ヶ瀬商店街との連携などが事業化されている。「子ども司書講座」は小中学生が4日間16コマで司書の仕事を体験する企画であり、レファレンス、本の分類、読み聞かせなどの技術を習得した。コミュニティ放送局のFMわっちでは毎月1回「小さな司書のラジオ局」がオンエアされ、企画から台本執筆から包装までのすべてを子どもが担当している。2015年10月11日には岐阜県出身の直木賞作家・朝井リョウを招き、岐阜市内の中高生から募集した自作短編小説について語る開館記念イベントを開催した。
大人は使用できないヤングアダルト専用のエリアが設けられており、鍵をかけてはいけないヤングアダルトのためのグループ室がある。フロアの中央部にある展示スペースには、市民が創る「まちライブラリー」が常設化されており、図書館の利用者を間接的につなぐ試みを行っている。2016年1月30日には「まちライブラリー」を提唱した礒井純充を招いた講演会を行った。2015年12月にはNPO法人と協力して、岐阜市の歴史や文化を紹介する「おとなの夜学」を初開催した。

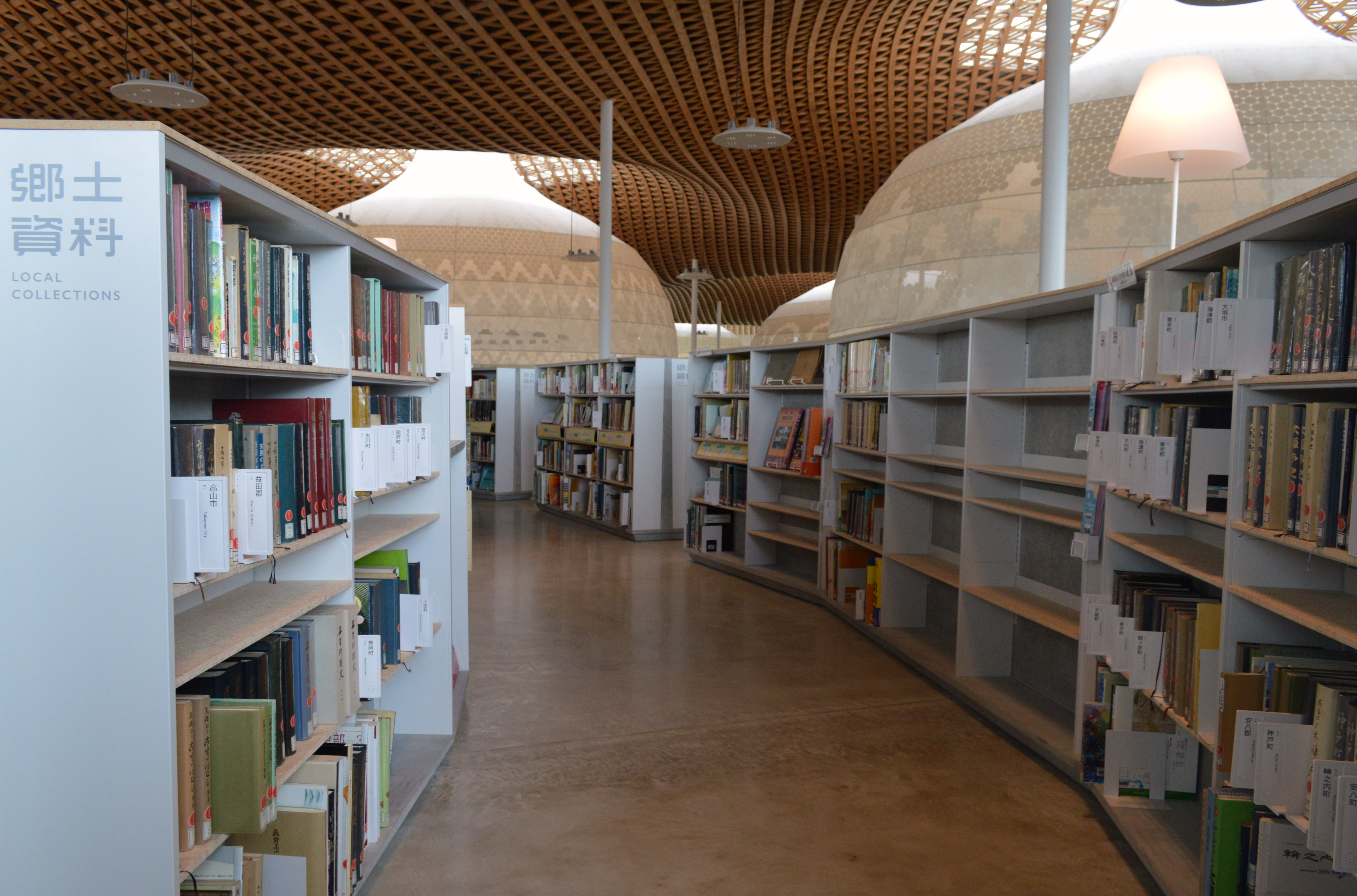
高さが抑えられた書架
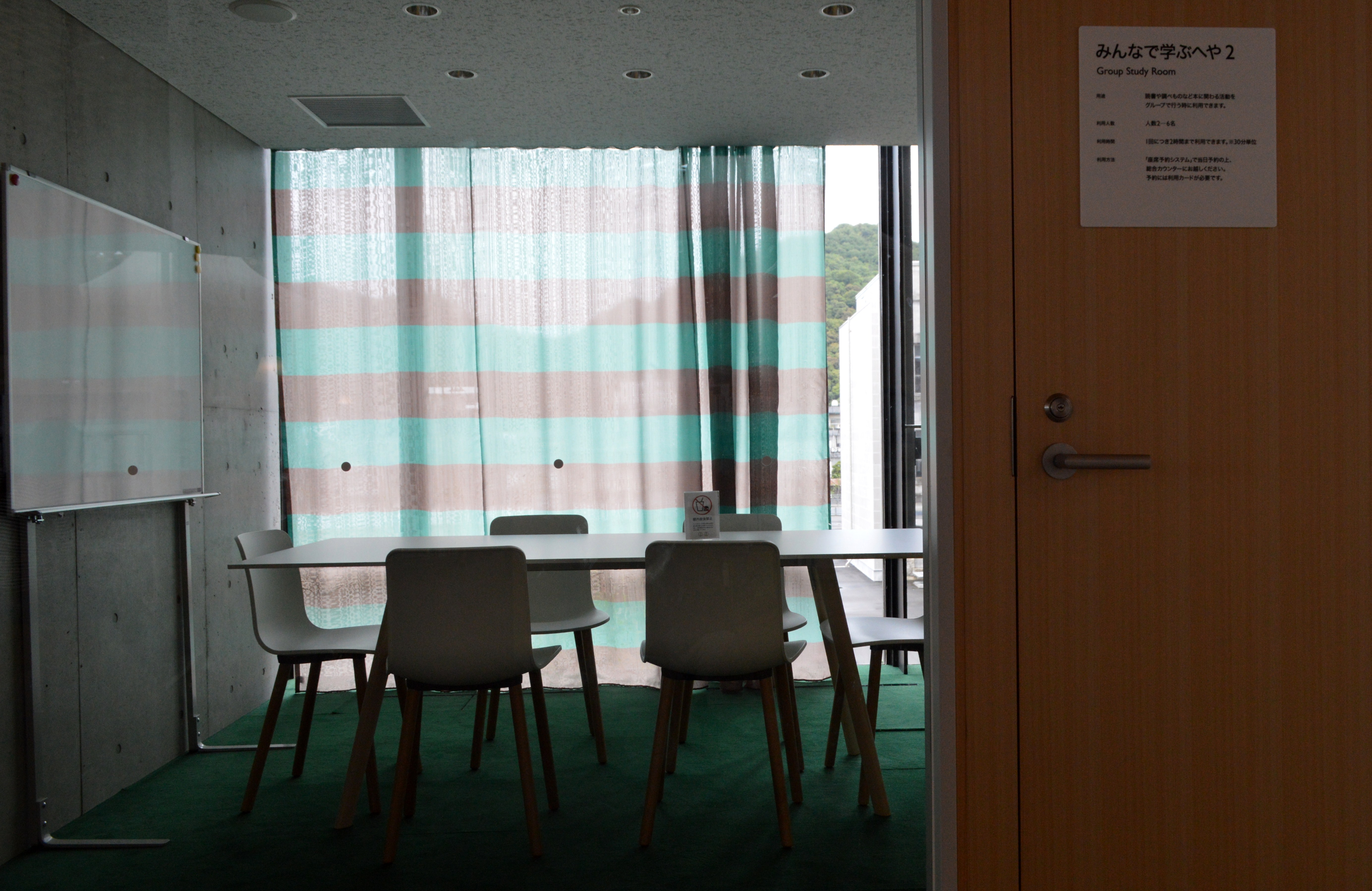
グループ学習室
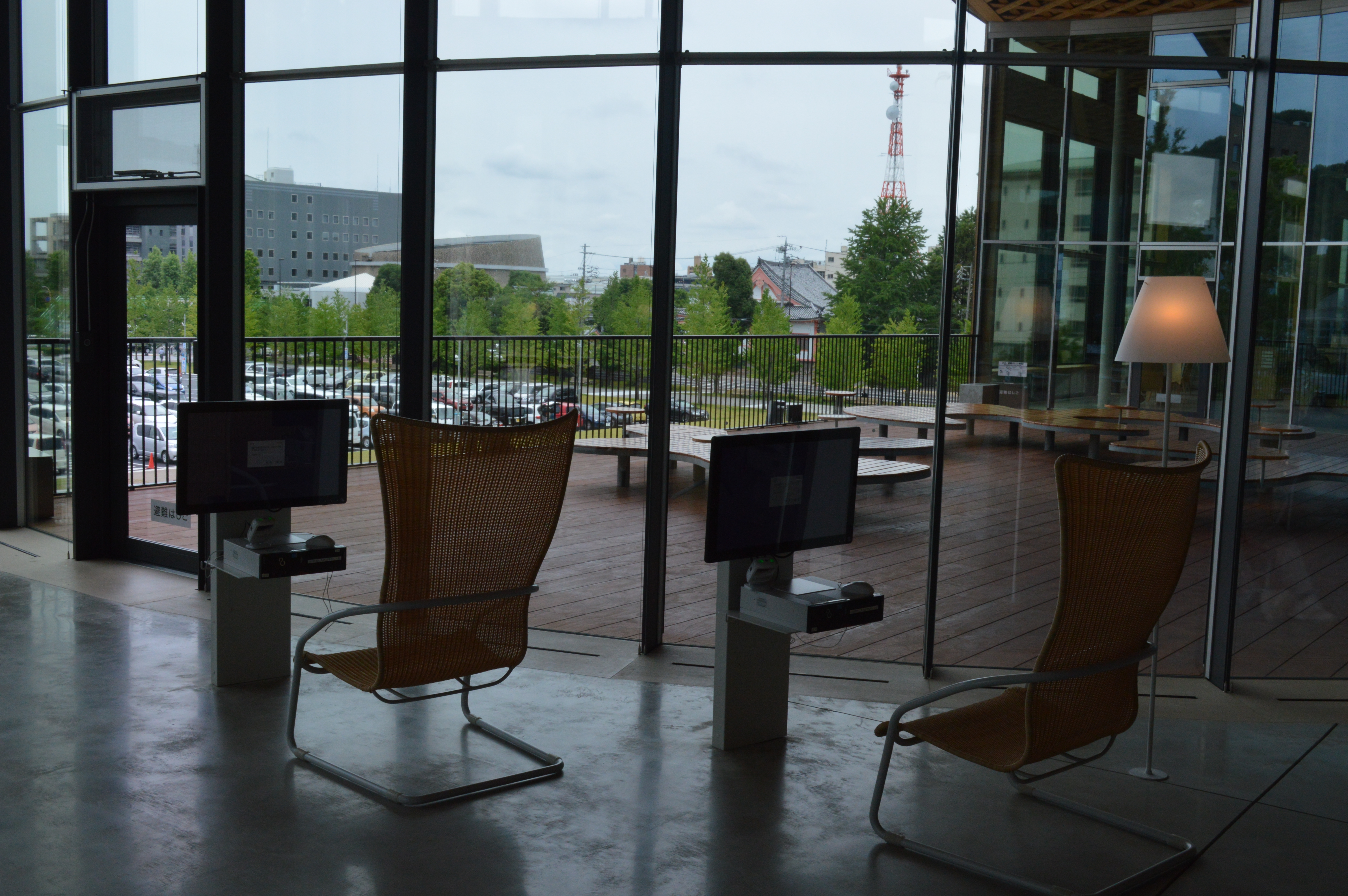
視聴覚コーナーとテラス
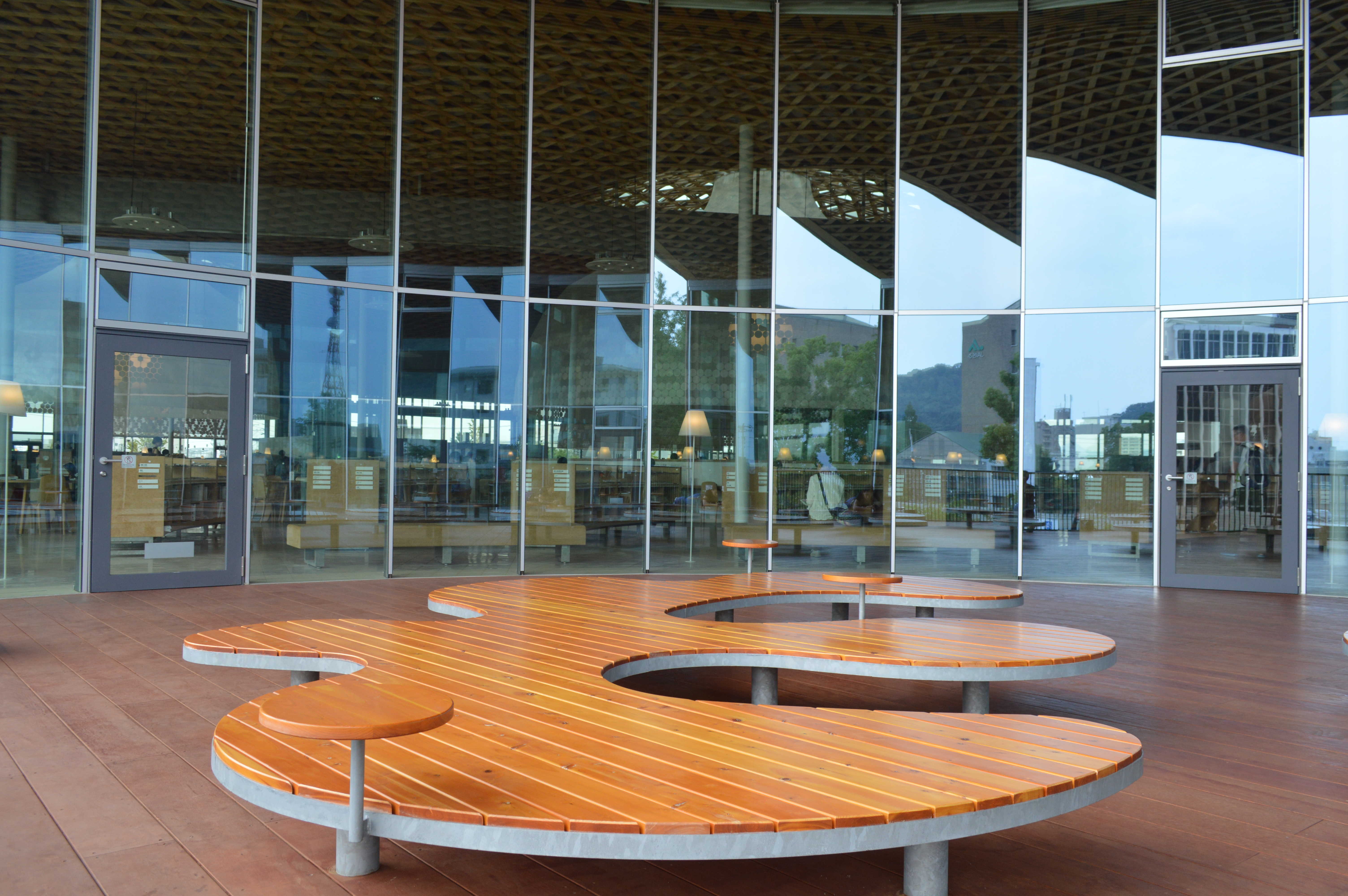
ひだまりテラス
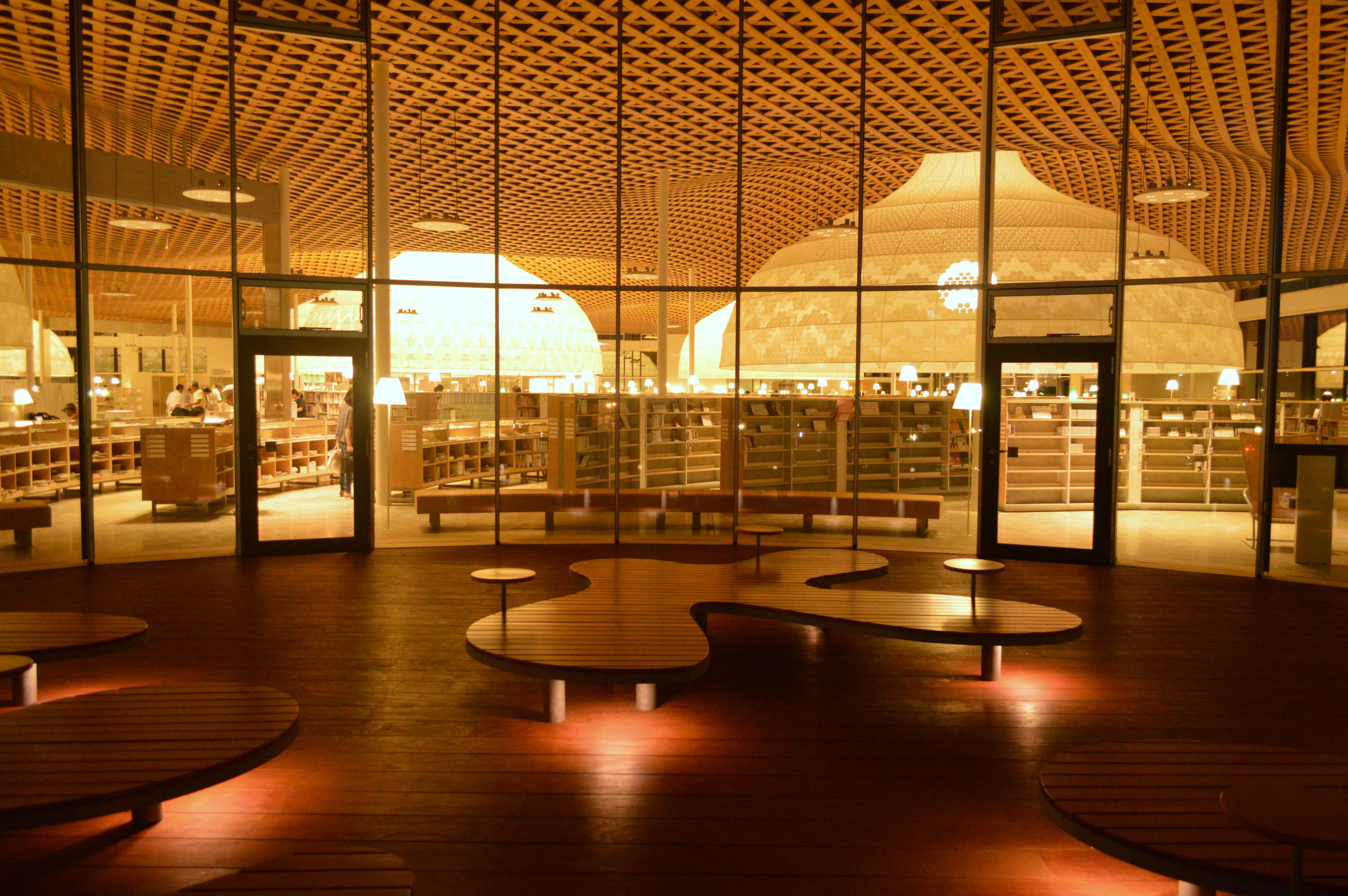
テラスから見た夜間の屋内
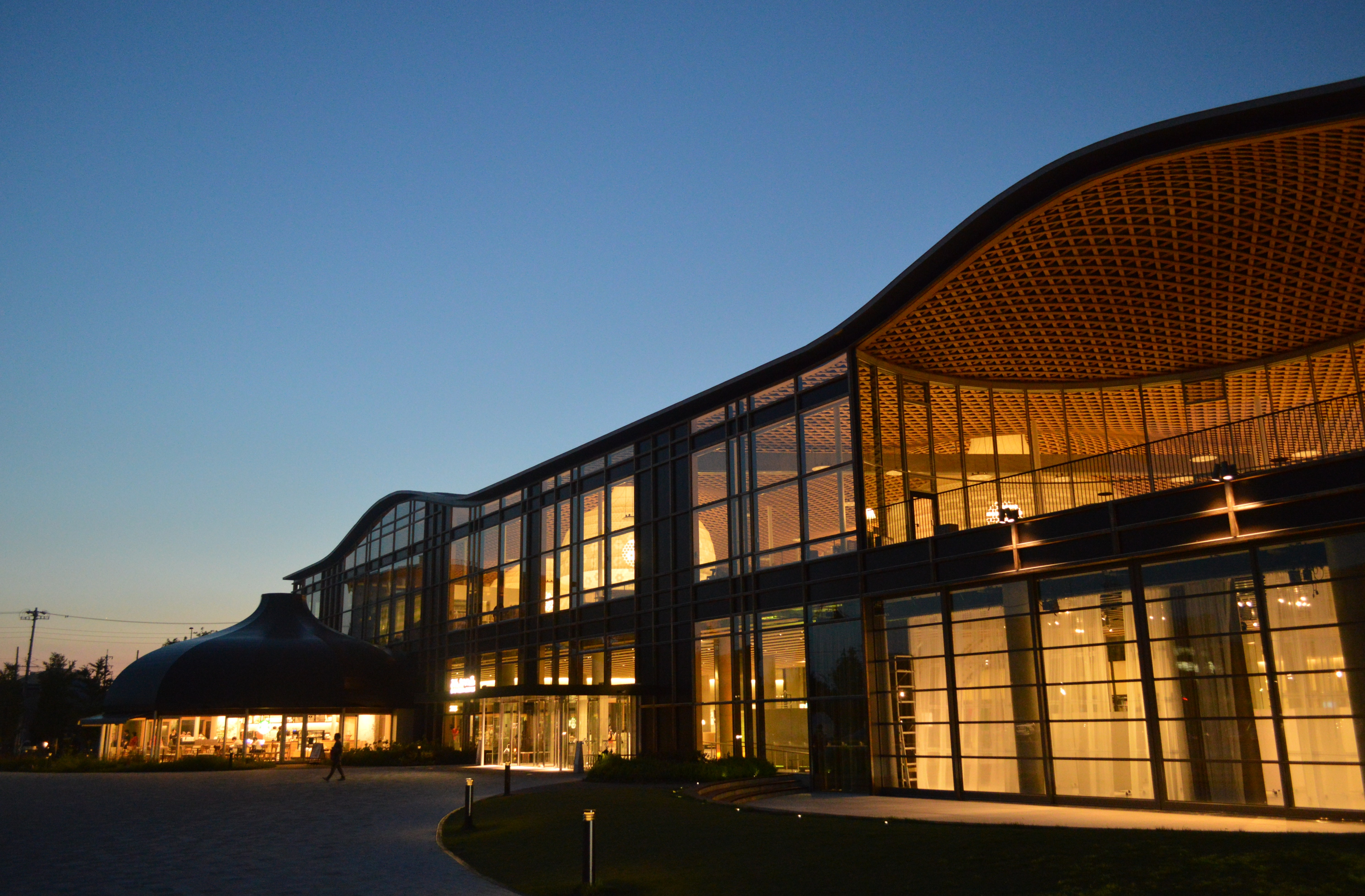
夜間の外観

## 基礎情報
- 延床面積 : 15,300m2（うち図書館は9,400m2）[8]
- 開館時間 : 午前9時-午後9時（うち図書館は午前9時-午後8時）[8]
- 休館日 : 毎月最終火曜日、年末年始

### アクセス
- 名鉄岐阜駅・JR岐阜駅から徒歩25分

バス
- 岐阜バス「市役所・メディアコスモス西」「岐阜市役所・メディアコスモス」「市民会館・裁判所前」バス停よりすぐ
- 岐阜バス「市役所・鶯谷高校口」バス停より徒歩3分
  - JR岐阜駅バスターミナル12、13番のりばなど、名鉄岐阜4番のりばからN系統に乗車。「市役所・鶯谷高校口」下車
  - JR岐阜駅バスターミナル10番のりば、名鉄岐阜5番のりばからK系統に乗車
    - K35、K49、K50、K55系統は「市役所・メディアコスモス西」下車
    - K15、K18系統は「市民会館・裁判所前」下車

  - JR岐阜駅バスターミナル11番のりばからK市内ループ右回り、N市内ループ左回り、中心部ループ線に乗車
    - K右回りは「市民会館・裁判所前」下車
    - N左回り、中心部ループ線は「岐阜市役所・メディアコスモス」または「市役所・鶯谷高校口」下車

  - JR岐阜駅バスターミナル8番のりば、名鉄岐阜（岐阜バスターミナル）EのりばからC45〜C49系統に乗車。「市民会館・裁判所前」下車

#### 広報資料・プレスリリースなど一次資料
1. 1 2 3 4 5 6 7 8 9 10 11  “ぎふメディアコスモスについて”.   みんなの森 ぎふメディアコスモス. 2016年3月4日閲覧。
2. 1 2  岐阜大学医学部等跡地利用計画に係る基本的な考え方 Archived 2016年9月19日, at the Wayback Machine. 岐阜市
3. 1 2  「みんなの森 ぎふメディアコスモス」広報ぎふ, 2012年4月15日号
4. 1 2  2016年 照明デザイン賞 講評 照明学会
5. ↑  “ぎふメディアコスモス 開館1周年記念事業等について” (PDF).   岐阜市 (2016年6月2日). 2017年4月20日閲覧。
6. ↑  “開館一周年記念事業「みんなの森のフム・ドキ・ワイ2016」開催”.   みんなの森 ぎふメディアコスモス. 2016年10月7日時点のオリジナルよりアーカイブ。2017年4月20日閲覧。